# 4人のチャプレン
フォックス、グード

 

4人のチャプレン（the Four Chaplains、フォー・チャプレンズ）は、第二次世界大戦中、軍隊輸送船「ドーチェスター」が沈没した際に、民間人や軍人を救出して自らは命を落とした4人のチャプレン（従軍聖職者）のことである。「不朽のチャプレン」(Immortal Chaplains)、「ドーチェスターのチャプレン」(Dorchester Chaplains)とも呼ばれる。
「ドーチェスター」は、第二次世界大戦中に戦時海運庁に徴用されて軍隊輸送船に改造された民間の定期船であり、900人強の軍人・軍属を乗せることができた。「ドーチェスター」は、沿岸警備隊のカッター「タンパ」「エスカナーバ」「コマンチェ」に護衛された3隻の船団の一員として、約900人を乗せて1943年1月23日にニューヨークを出発し、グリーンランドに向かった。2月3日未明、北大西洋のニューファンドランド沖を航行中に、ドイツ軍の潜水艦U-223からの魚雷攻撃を受けた。4人のチャプレンは、他の兵士が救命ボートに乗るのを支援し、救命胴衣が尽きると自分たちの分を渡した。4人は、腕を組んで、賛美歌を歌って、祈りを捧げながら、船とともに沈んだ。
4人のチャプレンの話は、多くのメディアで報道され、多くの追悼式典が行われた。4人のチャプレンにはそれぞれ、パープルハート章と殊勲十字章が授与された。名誉勲章の授与も検討されたが、彼らは敵との戦闘に参加していなかったため不適格とされた。その代わりに、アメリカ合衆国議会は名誉勲章と同等の勲章を創設して授与した。

## 4人のチャプレン
「4人のチャプレン」と呼ばれるのは、メソジストの牧師のジョージ・L・フォックス、ユダヤ教改革派のラビのアレクサンダー・D・グード、カトリックの神父のジョン・P・ワシントン、アメリカ改革派教会の牧師のクラーク・V・ポーリングの4人である。彼らは比較的新しいチャプレンであり、全員が中尉の階級を持っていた。グード、ポーリング、ワシントンの3人についてはボーイスカウトの指導者として活躍した経験があるという共通点があったものの、4人は、経歴や性格、宗派はそれぞれ異なっていた。彼らは、ハーバード大学の陸軍チャプレン学校で出会い、ヨーロッパ方面への赴任準備をした後、赴任地へ向かうために「ドーチェスター」に乗船していた。

### ジョージ・L・フォックス
ジョージ・ランシング・フォックス（George Lansing Fox）は、1900年3月15日にペンシルベニア州ルイスタウンで8人兄弟の長男として生まれた。1917年、17歳で学校を辞め、年齢を偽って陸軍に入り、第一次世界大戦に従軍した。衛生隊の所属となり、同年12月3日にフランスに向かう軍隊輸送船「ヒューロン」に乗船した。衛生隊の助手として勇猛に活躍し、シルバースター、パープルハート章、フランスのクロア・ド・ゲール勲章（第一次世界大戦戦闘勲章）を授与された。
除隊後、アルトゥーナに帰郷し、高校を卒業した。1923年、イリノイ州のムーディー聖書学院に入学した。1923年にバーモント州のイサドラ・G・ハールバットと結婚し、同年にメソジスト派の巡回伝道師としての宗教活動を開始した。その後、ブルーミントンのイリノイ・ウェスリアン大学を卒業し、ニューハンプシャー州ライで奉仕した後、ボストン大学神学部で学び、1934年6月10日にメソジスト派の牧師に叙任された。バーモント州のテートフォード、ユニオン・ビレッジ、ギルマンの教区で奉仕し、バーモント州のアメリカ在郷軍人会の州チャプレンに任命された。
1942年、フォックスは陸軍のチャプレンに志願し、1942年7月24日に任命を受けた。息子のワイアットが海兵隊に入隊したのと同じ1942年8月8日に、従軍チャプレンとしての任務を開始した。ハーバード大学の陸軍チャプレン学校を経て、キャンプ・デービスの第411沿岸砲兵大隊に配属された。その後、マサチューセッツ州トーントンのキャンプ・マイルス・スタンディッシュでグード、ポーリング、ワシントンらと再会し、「ドーチェスター」でヨーロッパへの出発を準備した。

### アレクサンダー・D・グード
アレクサンダー・デヴィッド・グード（Alexander David Goode）は、1911年5月10日にニューヨーク・ブルックリンで、ラビのハイマン・グードコウィッツ(Hyman Goodekowitz)の息子として生まれた。ワシントンD.C.で育ち、イースタン高校に通った後、父の跡を継いでラビになることを決め、ヘブライ・ユニオン・カレッジ(HUC)でラビの勉強し、1937年に学位を取得した。その後、1940年にジョンズ・ホプキンス大学でPh.D.を取得した。HUC在学中には、夏休みにワシントンのヘブライ会衆で働いていた。
1941年1月に海軍のチャプレンに志願したが、採用されなかった。1941年の真珠湾攻撃の後、陸軍に志願し、1942年7月21日に従軍チャプレンの任命を受けた。グードは1942年8月9日に活動を開始し、ハーバード大学の陸軍チャプレン学校に通った。その後、ノースカロライナ州ゴールズボロの第333戦闘飛行隊に配属された。1942年10月、マサチューセッツ州トーントンのキャンプ・マイルス・スタンディッシュに転属し、ハーバード大学で同級生だったフォックス、ポーリング、ワシントンらと再会した。

### クラーク・V・ポーリング
クラーク・ヴァンダーザール・ポーリング（Clark Vandersall Poling）は、1910年8月7日にオハイオ州コロンバスで、ダニエル・A・ポーリングの息子として生まれた。父ダニエルは福音派の牧師で、1936年にバプテスト教会の牧師として再洗礼を受けた。クラーク・ポーリングは、イェール大学の神学部で1936年に神学学士号(B.D.)を取得した。アメリカ改革派教会で叙階され、最初はコネチカット州ニューロンドンの第一キリスト教会で奉仕し、その後、ニューヨーク州スケネクタディの第一改革派教会の牧師として奉仕した。ポーリングはベティ・ユング(Betty Jung)と結婚した。
第二次世界大戦が勃発すると、ポーリングは陸軍への入隊を決意した。父のダニエルも第一次世界大戦で従軍チャプレンを務めていた。陸軍チャプレンに志願し、1942年6月10日に第131準中型トラック連隊のチャプレンとして任命された。その後、ハーバード大学の陸軍チャプレン学校に通い、そこでフォックス、グード、ワシントンらと出会った。

### ジョン・P・ワシントン
ジョン・パトリック・ワシントン（John Patrick Washington）は、1908年7月18日にニュージャージー州ニューアークで生まれた。ニュージャージー州サウスオレンジにあるシートン・ホール大学を卒業した。その後、ニュージャージー州ダーリントンにある無原罪の聖母神学校に入学し、1933年5月26日に下級聖職者となった。1934年12月25日に助祭、1935年6月15日に司祭に叙階された。
ワシントンが司祭として最初に担当したのは、ニュージャージー州エリザベスの聖ジュヌビエーブ教会だった。その後、聖ヴェナンティウス教会で1年間奉仕した。1938年には、ニュージャージー州カーニーのセント・スティーブンズに赴任した。1941年12月7日の真珠湾攻撃の直後、アメリカ陸軍のチャプレンに任命され、1942年5月9日より従軍チャプレンとしての活動を開始した。1942年6月にはメリーランド州フォート・ジョージ・ミードの第76歩兵師団に配属された。1942年11月、ハーバード大学の陸軍チャプレン学校でフォックス、グード、ポーリングと出会った。

## ドーチェスターとその沈没

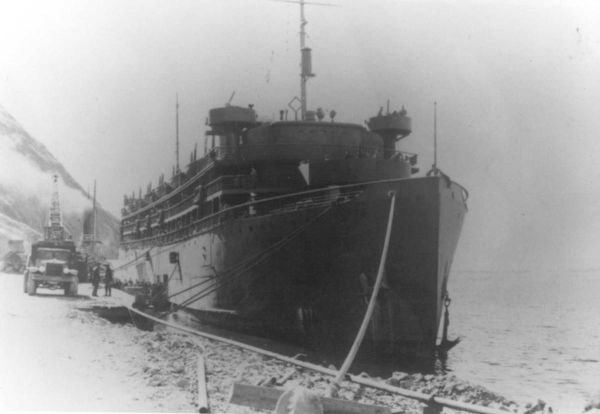
ドーチェスター

「ドーチェスター」(Dorchester)は、元は民間の定期船だった。排水量は5,649トン、全長は368フィート（112メートル）、全幅は52フィート（16メートル）であり、煙突を1つ持っていた。1926年にニューポート・ニューズ造船所で建造された。発注者はマーチャンツ・アンド・マイナーズ・ライン社で、ボルチモアからフロリダまでを運航する貨客船として使用された。同航路のために建造された4隻の定期船のうち、3番目の船だった。
「ドーチェスター」は第二次世界大戦中にアメリカ陸軍に徴用され、戦時海運庁の軍隊輸送船として使用された。軍隊輸送船として使用するに当たり、救命ボートや救命いかだの追加、武装（前部に3インチ砲1門、後部に4インチ砲1門、および20ミリ機関砲4門）の増設と、操舵室の大きな窓をスリット状にして保護するなどの改造が行われた。民間船としては乗客314人・乗員90人を収容できるように設計されていたが、軍隊輸送船としては900人強の軍人と乗員を収容することができた。
「ドーチェスター」は1943年1月23日、4人のチャプレンを含む約900人を乗せて、他の2隻の軍隊輸送船ともにニューヨークを出港し、グリーンランドへ向かった。沿岸警備隊のカッター「タンパ」「エスカナーバ」「コマンチェ」の3隻が船団の護衛についていた。ほとんどの軍人は、船の最終目的地を知らされていなかった。

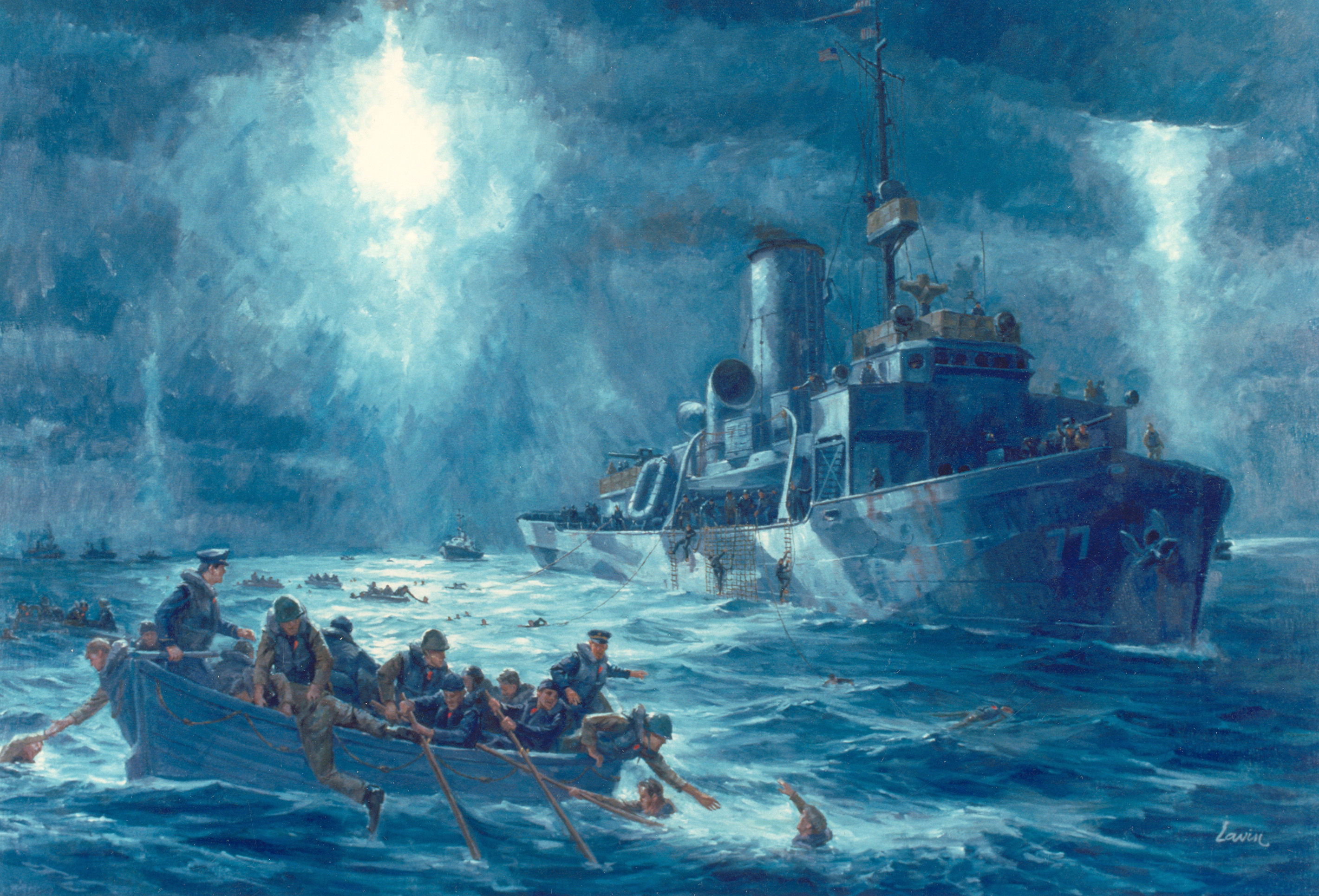
「ドーチェスター」の生存者の救助にあたった沿岸警備隊のカッター「エスカナーバ」

「ドーチェスター」の船長のハンス・J・ダニエルセンは、沿岸警備隊よりソナーにより潜水艦を発見したとの情報を受けた。ドイツ軍のUボートはシーレーンを監視しており、戦時中にも船を攻撃して沈めたことがあった。そのためダニエルセン船長は、当初より乗員や軍人に対して、寝るときも服を着て、救命胴衣を着用することを命じ、厳戒態勢を敷いていた。しかし、兵士の多くは、機関から発せられる熱による暑さや、救命胴衣の着心地の悪さを理由に、その指示を無視していた。
1943年2月3日未明、午前12時55分に、北大西洋のニューファンドランド沖を航行中に、ドイツ軍の潜水艦U-223が発射した魚雷が「ドーチェスター」に命中した。魚雷により、多くの乗船者が甲板下に閉じ込められた。電気系統が破壊されて船内は真っ暗になり、乗船者たちはパニックに陥った。チャプレンたちは乗船者を落ち着かせ、秩序ある避難を促し、負傷者を安全な場所に誘導した。各自に予備の救命胴衣が配布されたが、全員に行き渡る前になくなってしまった。チャプレンたちは自分の救命胴衣を外して他の人に渡した。そして、できるだけ多くの人を救命ボートに乗せた後、自分たちは腕を組んで祈りを捧げ、賛美歌を歌いながら、船とともに沈んでいったのである。生存者のグランディ・クラークは、次のように回想している。
私は船から泳いで遠ざかりながら後ろを振り返ってみました。炎が全てを明るく照らしていました。船首が高く上がり、船は沈んでゆきました。私が最後に見たのは、4人のチャプレンが船上で皆の無事を祈っている姿でした。彼らはできる限りの全てのことを成し遂げました。私は彼らを再び見ることはありませんでした。彼らは自分の救命胴衣を持っておらず、助かる見込みはありませんでした。—Grady Clark, survivor
いくつかの報告によると、生存者は、チャプレンの祈りの中に様々な言語が混じっているのを聞いていた。ユダヤ教の祈りはヘブライ語で、カトリックの祈りはラテン語で行われていた。
船に乗っていた904人のうち、救助されたのは230人だけだった。救命胴衣では低体温症を防ぐことができず、ほとんどの人が水の中で死亡した。水温は摂氏1度、気温は2度だった。救助船が到着したときには、救命胴衣を身に着けた何百もの死体が海面に浮かんでいたという。

## 追悼

### 勲章

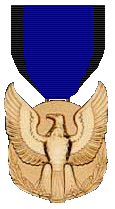
4人のチャプレン章

1944年12月19日、4人それぞれに対しパープルハート章と殊勲十字章が授与された。
アメリカ合衆国議会からは名誉勲章の授与が検討されたが、彼らは敵との戦闘に参加していなかったため不適格とされた。その代わりに、名誉勲章と同等の勲章である4人のチャプレン章(Four Chaplains' Medal)を設けて4人に贈ることを、1960年7月14日に全会一致で承認した。「4人のチャプレン章」は、1961年1月18日、バージニア州フォート・マイヤーでウイルバー・M・ブルッカー陸軍長官から4人のチャプレンの近親者に授与された。

### 4人のチャプレンの日
毎年2月3日の「4人のチャプレンの日」前後には、多くの軍人・民間人の団体や組織によって、様々な式典が行われている。1998年には、「ドーチェスター」の沈没事故と4人のチャプレンの英雄的行為から55周年を記念して、その年の2月3日が上院決議169-98によって「4人のチャプレンの日」として記念された。州や市の中には、この記念日を公式に宣言しているものもあり、戦死したチャプレンたちを偲んで旗を半旗にするよう指示している場合もある。記念日を他の日にしている場合もある。例えば、ノースダコタ州の法律では、2月の第1日曜日を「4人のチャプレンの日曜日」(Four Chaplains Sunday)としている。
また、米国聖公会の典礼暦では、2月3日に小祭を行うことを定めている。
2002年2月14日、毎年恒例の「不朽のチャプレン賞」授与の一環として、「ドーチェスター」撃沈のアメリカ側とドイツ側の関係者
による和解の会合が行われた。「ドーチェスター」を魚雷で攻撃したUボートの乗組員であったクルト・レーザー、ゲルハルト・ブスケ、「ドーチェスター」の生存者のベン・エプスタイン、ウォルター・ミラー、デビッド・ラバディ、「ドーチェスター」を護衛していた沿岸警備隊のカッター「コマンチェ」に乗船していたディック・スワンソンが会合した。

### 記念切手

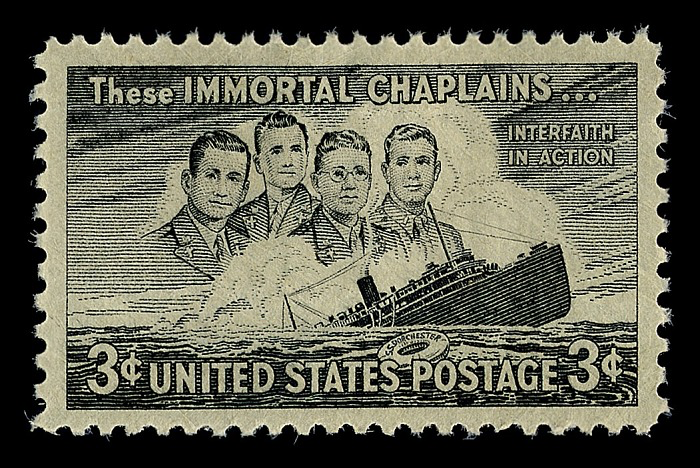
4人のチャプレンの記念切手（1948年）

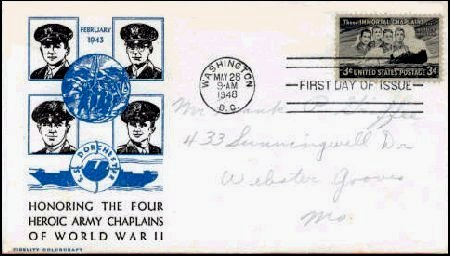
4人のチャプレンの記念切手の初日カバー（1948年）

1948年、アメリカ合衆国郵便公社は4人のチャプレンの記念切手を発行した。郵便公社には2011年まで、アメリカ合衆国大統領以外の人物を記念する切手は死後10年以上経過しないと発行しないという「10年ルール」があり、死後5年で発行されたこの記念切手は特例的なものだった。
この切手は、3回の修正を経て最終的なデザインが決定された。この切手には、それぞれのチャプレンの名前や信仰が記載されていなかった（初期のデザインには信仰のみ記載されていた）。その代わりに、"These Immortal Chaplains...Interfaith in Action"（不朽のチャプレンたち。宗派を超えた活動）という文字が書かれていた。また、初期のデザインには"dead to save men of all faiths"（全ての信仰を持つ人々を救うために亡くなった）という文字も含まれていたが、最終的なデザインには含まれなかった。チャプレンたちの名前が書かれなかったのは、チャプレン個人ではなく、沈没事故の記念切手であるとすることで、「10年ルール」を回避するためだった。この手法は、アポロ11号で月面着陸をしたニール・アームストロング（1969年発行）、バズ・オルドリン（1994年発行）の記念切手でも踏襲された。

### 4人のチャプレンの礼拝堂

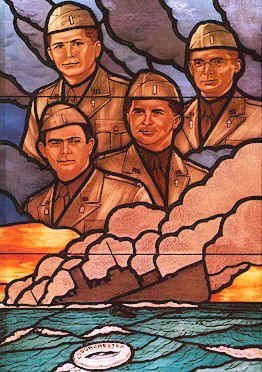
ペンタゴンにある4人のチャプレンのステンドグラス

1951年2月3日、ハリー・S・トルーマン大統領によって、フィラデルフィアのグレース・バプテスト教会の地下に、異なる信仰を持つチャプレンたちを称えるための「4人のチャプレンの礼拝堂」が献堂された。トルーマン大統領は献辞の中で、「この異宗派間の礼拝堂は...長い世代を経て、人が兄弟として英雄的に命を捧げることができるように、相互の信仰と善意の中で共に生きるべきだということをアメリカ人に教えてくれるだろう」と述べた。
礼拝堂の献堂式では、4人のチャプレンのような異宗派のチームが珍しい存在であることが強調された。それは、全米カトリック福祉会議のトーマス・マッカーシーが『タイム』誌に説明したように、「カトリックの戒律では共同礼拝を禁じている」からである。
4人のチャプレンの礼拝堂では、4人のチャプレンのような「宗派を超えた活動」の理念を体現した活動を支援し、そのような活動を行っている個人に対し賞を授与している。第1回となる1984年の受賞者は、前年のベイルート・アメリカ海兵隊兵舎爆破事件の現場にいた3人の海軍チャプレンだった。この3人は、ユダヤ教ラビのアーノルド・レスニコフ、カトリック司祭のジョージ・プッチャレリ、プロテスタント牧師のダニー・ウィーラーである。この3人のチャプレンの宗派を超えた活動は、4人のチャプレンを想起させるものだった。1984年4月12日にロナルド・レーガン大統領が行った大統領演説の中で、この3人のことを言及している。
1972年、グレース・バプテスト教会はブルーベルに移転し、その2年後に建物はテンプル大学に売却された。テンプル大学はこの建物をテンプル・パフォーミング・アーツ・センターとして改修することを決定した。2001年2月、4人のチャプレンの礼拝堂は、フィラデルフィア海軍造船所内の礼拝堂に移転した。